# 陈晓韵
陈晓韵，是中国漫画家，广州美术学院国画系毕业。喜欢的是牛肉面还有滑鸡。

## 作品
《Q版三国》
《勇闯天下》
《小青天司徒公》
《泡面超人》。其创作泡面超人的初始心态是想做一部纯中国国籍的超人。